# Kvastglim
Kvastglim (Silene otites) är en nejlikväxtart som först beskrevs av Carl von Linné, och fick sitt nu gällande namn av August Wilhelm Eberhard Christoph Wibel. Kvastglim ingår i släktet glimmar, och familjen nejlikväxter. Arten förekommer tillfälligt i Sverige, men reproducerar sig inte.
Blomman är grönaktigt gul.

## Bildgalleri

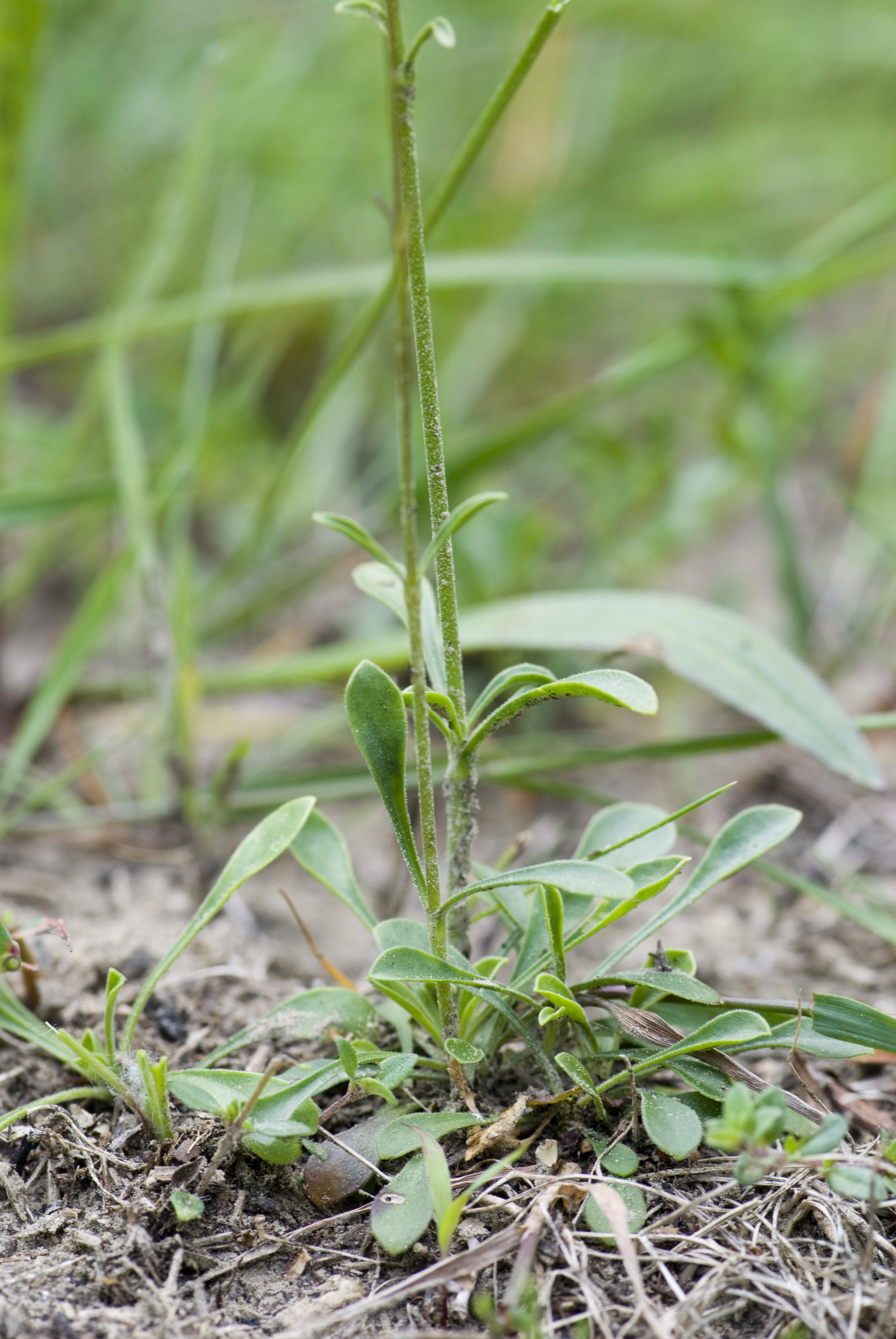
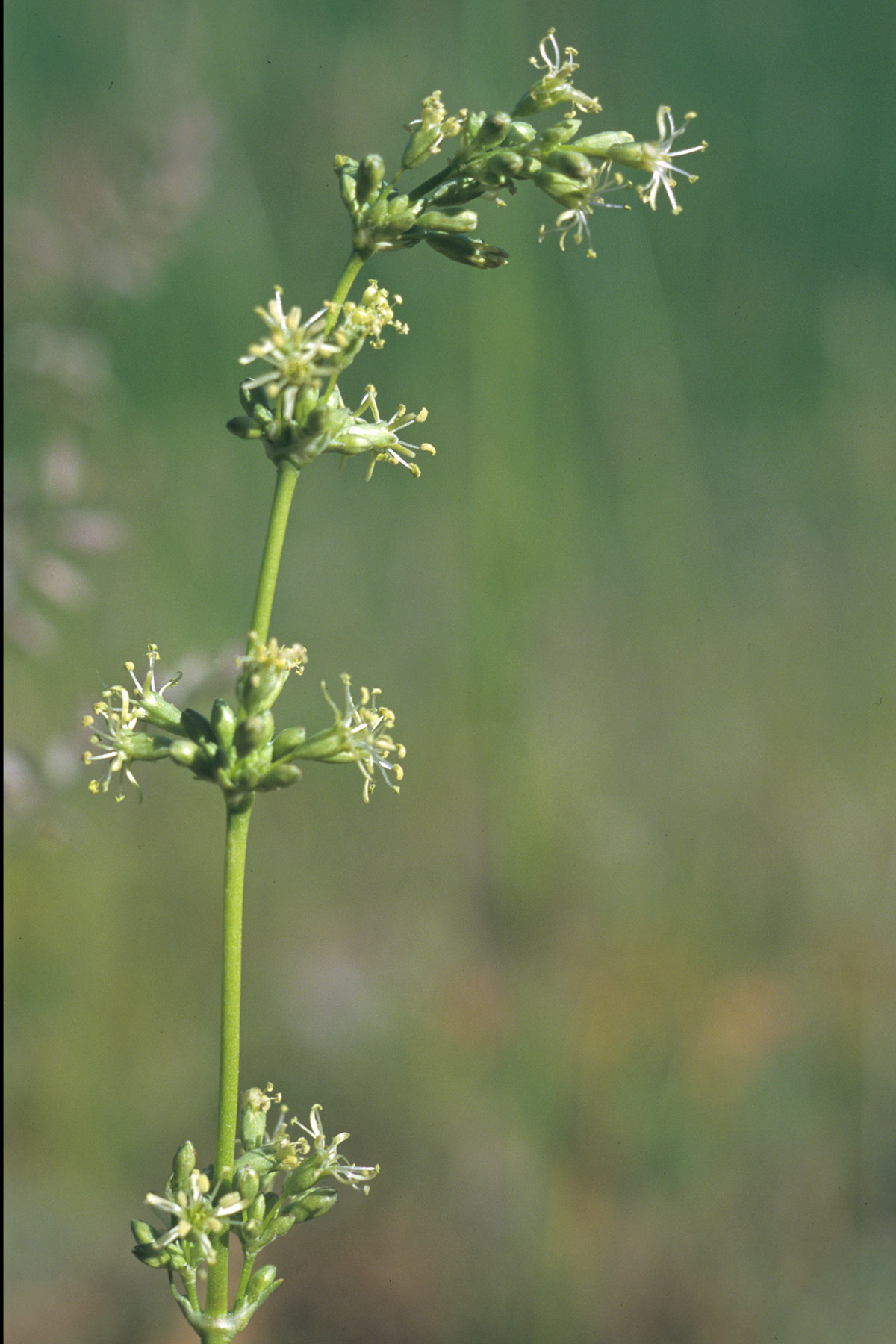
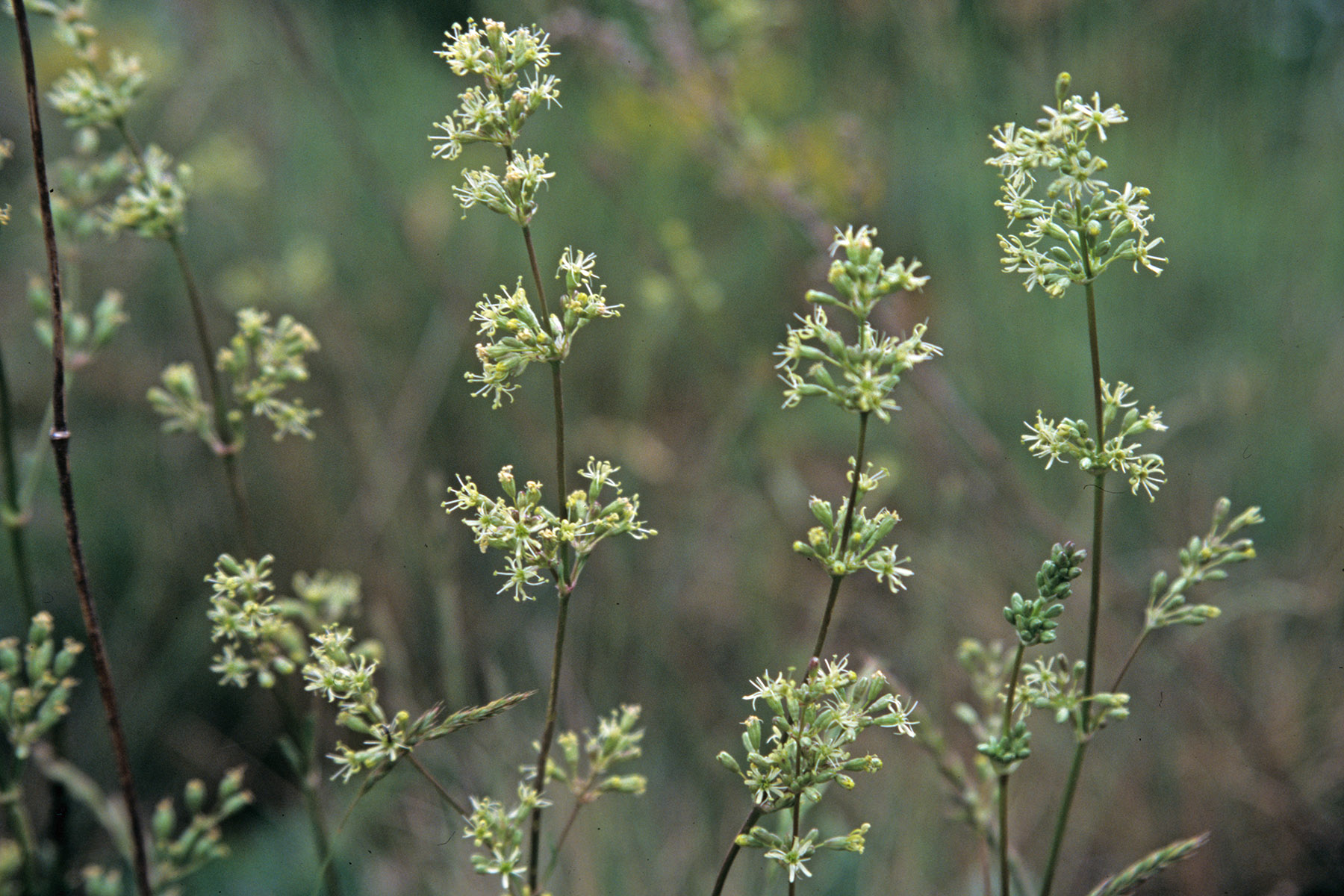
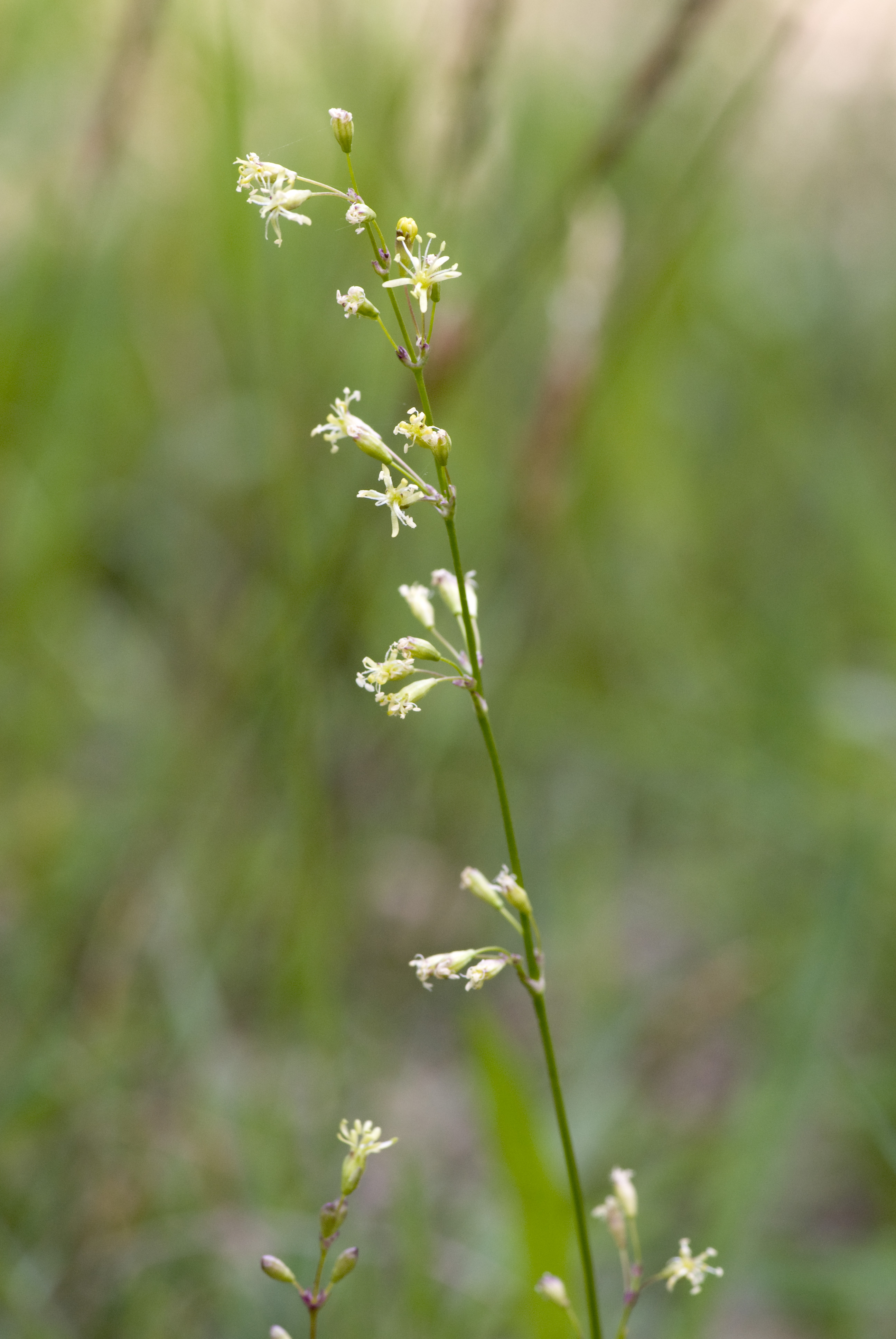
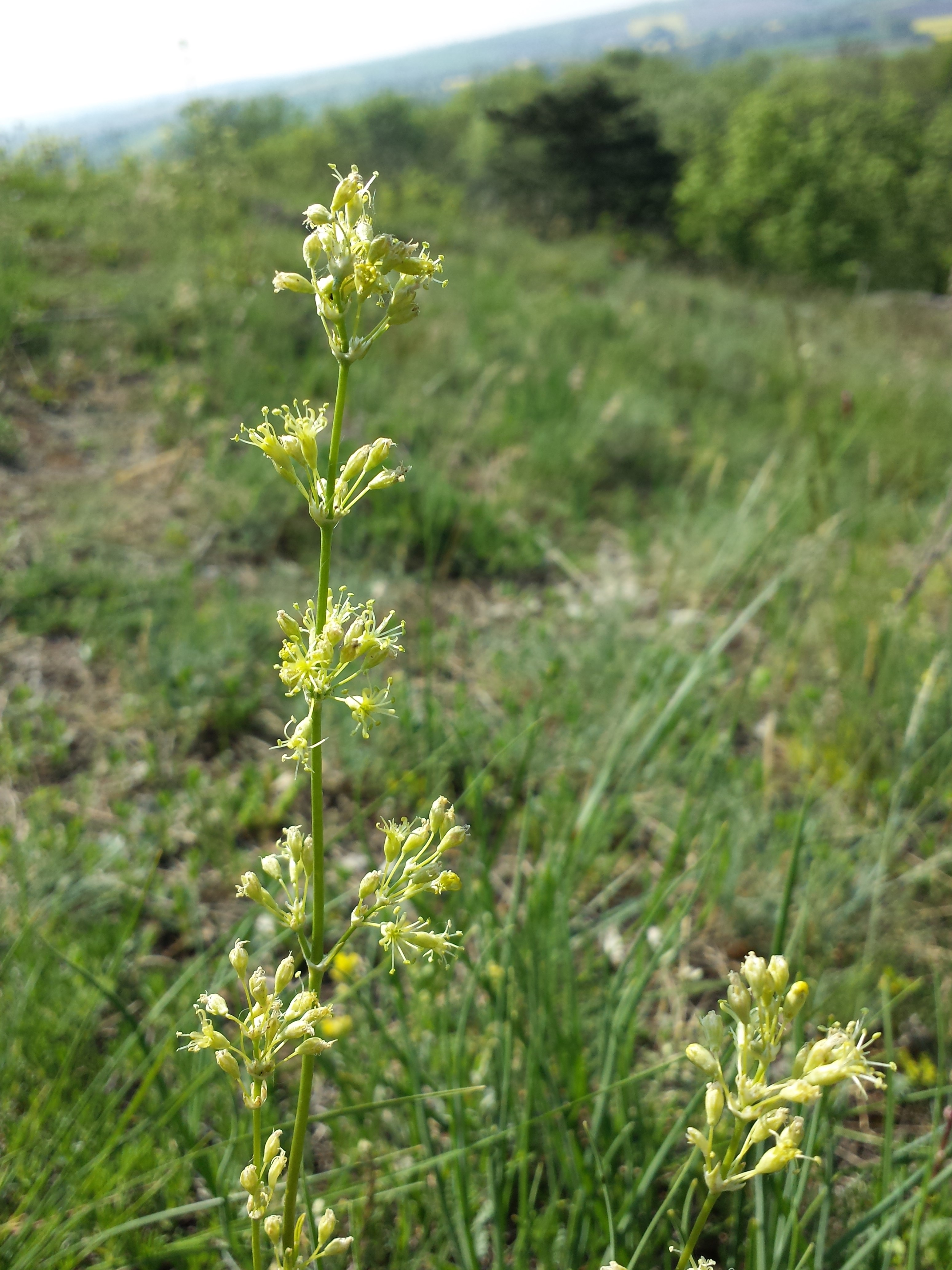
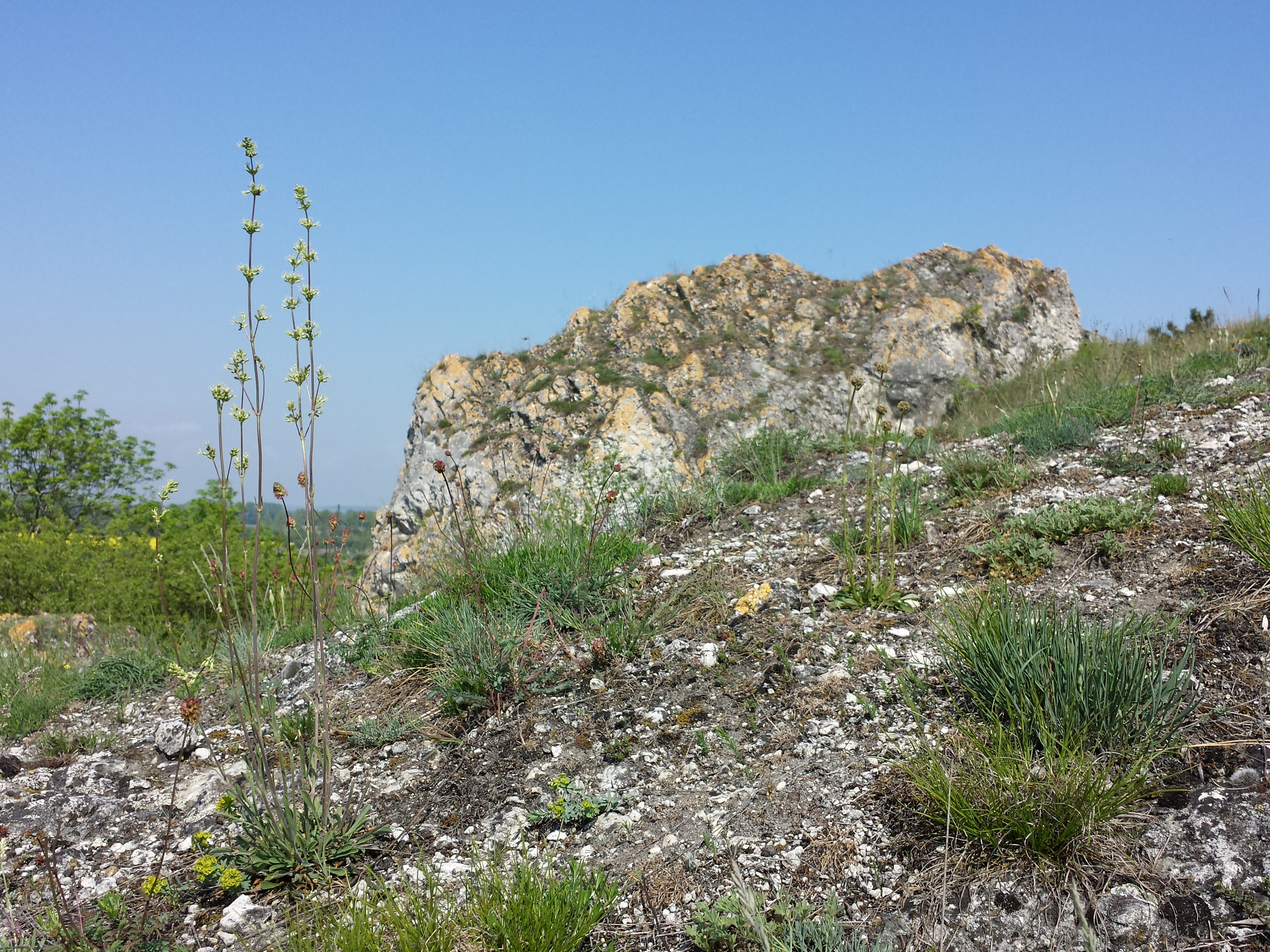